# Orientocoluber spinalis
Genre
Espèce
Synonymes
- Masticophis spinalis Peters, 1866
- Hierophis spinalis (Peters, 1866)
- Zamenis bocourti Jan, 1866
- Zamenis cataphoranotus Jan, 1867

Orientocoluber spinalis est une espèce de serpents de la famille des Colubridae.

## Répartition
Cette espèce se rencontre dans le nord de la République populaire de Chine, en Corée du Nord, en Corée du Sud, dans l'est du Kazakhstan, en Mongolie et en Russie.

## Description
Orientocoluber spinalis mesure en moyenne 90 cm dont 24 cm pour la queue. Son dos est brun clair et présente trois rayures blanc jaunâtre longitudinales dont l'une est centrée sur le dos.
Cette espèce vit sur des sols sableux à végétation touffue sur les pentes de montagne ou des vallées de haute altitude dans les déserts et les steppes arides. Elle se nourrit principalement de lézards et de souris.
La femelle pond en moyenne neuf œufs mesurant 38 mm de long sur 11 mm de large.

## Publications originales
- Kharin, 2011 : Rare and little-known snakes of the North-Eastern Eurasia. 3. On the taxonomic status of the slender racer Hierophis spinalis (Serpentes: Colubridae). Current Studies in Herpetology, vol. 11, no 3/4, p. 173-179.
- Peters, 1866 : Mittheilung über neue Amphibien (Amphibolurus, Lygosoma, Cyclodus, Masticophis, Crotaphopeltis) und Fische (Diagramma, Hapalogenys) des Kgl. Zoologischen Museums. Monatsberichte der Königlich Preussischen Akademie der Wissenschaften zu Berlin, vol. 1866, p. 86-96 (texte intégral).